# Marcusenius thomasi
Marcusenius thomasi es una especie de pez elefante eléctrico en la familia Mormyridae presente en diversas cuencas hodrográficas de Guinea, Guinea-Bisáu, Liberia y Sierra Leona y puede alcanzar un tamaño aproximado de 200 mm.
Respecto al estado de conservación, se puede indicar que de acuerdo a la IUCN, esta especie puede catalogarse en la categoría «preocupación menor (LC)».